# Kód 1 z n
Kód 1 z n je binární kód, kde hodnotu čísla určuje pořadí hodnoty 1 v čísle. V praxi se využívá například při fyzickém zobrazení binárního čísla na zobrazovací jednotku.
| Dekadicky | Binárně | Kód 1 z n |
| --------- | ------- | --------- |
| 0         | 000     | 00000001  |
| 1         | 001     | 00000010  |
| 2         | 010     | 00000100  |
| 3         | 011     | 00001000  |
| 4         | 100     | 00010000  |
| 5         | 101     | 00100000  |
| 6         | 110     | 01000000  |
| 7         | 111     | 10000000  |